# Momodou Njie
Momodou Lion Njie (Oslo, 10 dicembre 2001) è un calciatore gambiano, difensore del KFUM Oslo e della nazionale gambiana.

## Carriera

### Club
Njie ha iniziato la sua carriera calcistica con la maglia del Moss, dove ha debuttato in 2. divisjon il 30 giugno 2021 nell'incontro pareggiato 0-0 contro il Senja.
Terminata la stagione è stato acquistato dal KFUM Oslo, club di seconda divisione. Ha debuttato con il nuovo club il 12 marzo nell'incontro di Norgesmesterskapet vinto 1-0 contro il Brann.

### Nazionale
Ha debuttato con la  nazionale gambiana il 18 novembre 2024 nell'incontro di qualificazione per la Coppa d'Africa 2025 contro la Tunisia.

## Statistiche

### Presenze e reti nei club
Statistiche aggiornate al 18 novembre 2024.
| Stagione        | Squadra         | Campionato      | Campionato | Campionato | Coppe nazionali | Coppe nazionali | Coppe nazionali | Coppe continentali | Coppe continentali | Coppe continentali | Altre coppe | Altre coppe | Altre coppe | Totale | Totale | Totale |
| Stagione        | Squadra         | Comp            | Pres       | Reti       | Comp            | Pres            | Reti            | Comp               | Pres               | Reti               | Comp        | Pres        | Reti        | Pres   | Reti   |        |
| --------------- | --------------- | --------------- | ---------- | ---------- | --------------- | --------------- | --------------- | ------------------ | ------------------ | ------------------ | ----------- | ----------- | ----------- | ------ | ------ | ------ |
| 2021            | Moss            | 2D              | 16         | 2          | CN              | 2               | 0               | -                  | -                  | -                  | -           | -           | -           | 18     | 2      |        |
| 2022            | KFUM Oslo       | 1D              | 14         | 1          | CN              | 5               | 0               | -                  | -                  | -                  | -           | -           | -           | 19     | 1      |        |
| 2023            | KFUM Oslo       | 1D              | 25         | 0          | CN              | 3               | 0               | -                  | -                  | -                  | -           | -           | -           | 28     | 0      |        |
| 2024            | KFUM Oslo       | ES              | 24         | 1          | CN              | 4               | 1               | -                  | -                  | -                  | -           | -           | -           | 28     | 2      |        |
| Totale carriera | Totale carriera | Totale carriera | 79         | 4          |                 | 14              | 1               |                    | -                  | -                  |             | -           | -           | 93     | 5      |        |

### Cronologia presenze e reti in nazionale
| Cronologia completa delle presenze e delle reti in nazionale ― Gambia | Cronologia completa delle presenze e delle reti in nazionale ― Gambia | Cronologia completa delle presenze e delle reti in nazionale ― Gambia | Cronologia completa delle presenze e delle reti in nazionale ― Gambia | Cronologia completa delle presenze e delle reti in nazionale ― Gambia | Cronologia completa delle presenze e delle reti in nazionale ― Gambia | Cronologia completa delle presenze e delle reti in nazionale ― Gambia | Cronologia completa delle presenze e delle reti in nazionale ― Gambia |
| Data                                                                  | Città                                                                 | In casa                                                               | Risultato                                                             | Ospiti                                                                | Competizione                                                          | Reti                                                                  | Note                                                                  |
| --------------------------------------------------------------------- | --------------------------------------------------------------------- | --------------------------------------------------------------------- | --------------------------------------------------------------------- | --------------------------------------------------------------------- | --------------------------------------------------------------------- | --------------------------------------------------------------------- | --------------------------------------------------------------------- |
| 18-11-2024                                                            | Radès                                                                 | Tunisia                                                               | 0 – 1                                                                 | Gambia                                                                | Qual. Coppa d'Africa 2025                                             | -                                                                     |                                                                       |
| 20-3-2025                                                             | Abidjan                                                               | Gambia                                                                | 3 – 3                                                                 | Kenya                                                                 | Qual. Mondiali 2026                                                   | -                                                                     | 83’                                                                   |
| 24-3-2025                                                             | Abidjan                                                               | Costa d'Avorio                                                        | 1 – 0                                                                 | Gambia                                                                | Qual. Mondiali 2026                                                   | -                                                                     | 78’                                                                   |
| 9-6-2025                                                              | Marrakech                                                             | Uganda                                                                | 1 – 1                                                                 | Gambia                                                                | Amichevole                                                            | -                                                                     |                                                                       |
| Totale                                                                |                                                                       | Presenze                                                              | 4                                                                     |                                                                       | Reti                                                                  | 0                                                                     |                                                                       |